# Богородск
Богоро́дск — город (до 1923 — село) в Нижегородской области России.
Административный центр Богородского района, в составе которого как город районного значения образует муниципальное образование город Богородск со статусом городского поселения как единственный его населённый пункт.
Население — 35 068 чел. (2021).

## География
Расположен в 29 км к юго-западу от Нижнего Новгорода, на автомобильной дороге Р125.
Железнодорожная станция (Кожевенное) в 38 км к юго-западу от Нижнего Новгорода и в 3 км от пристани Дуденево на реке Оке, на шоссе Нижний Новгород — Муром.
Город находится в зоне хвойно-широколиственных лесов, на Перемиловских горах. Рельеф в районе города сильно всхолмленный, абсолютные отметки высоты достигают 165 м.

## Исторические сведения

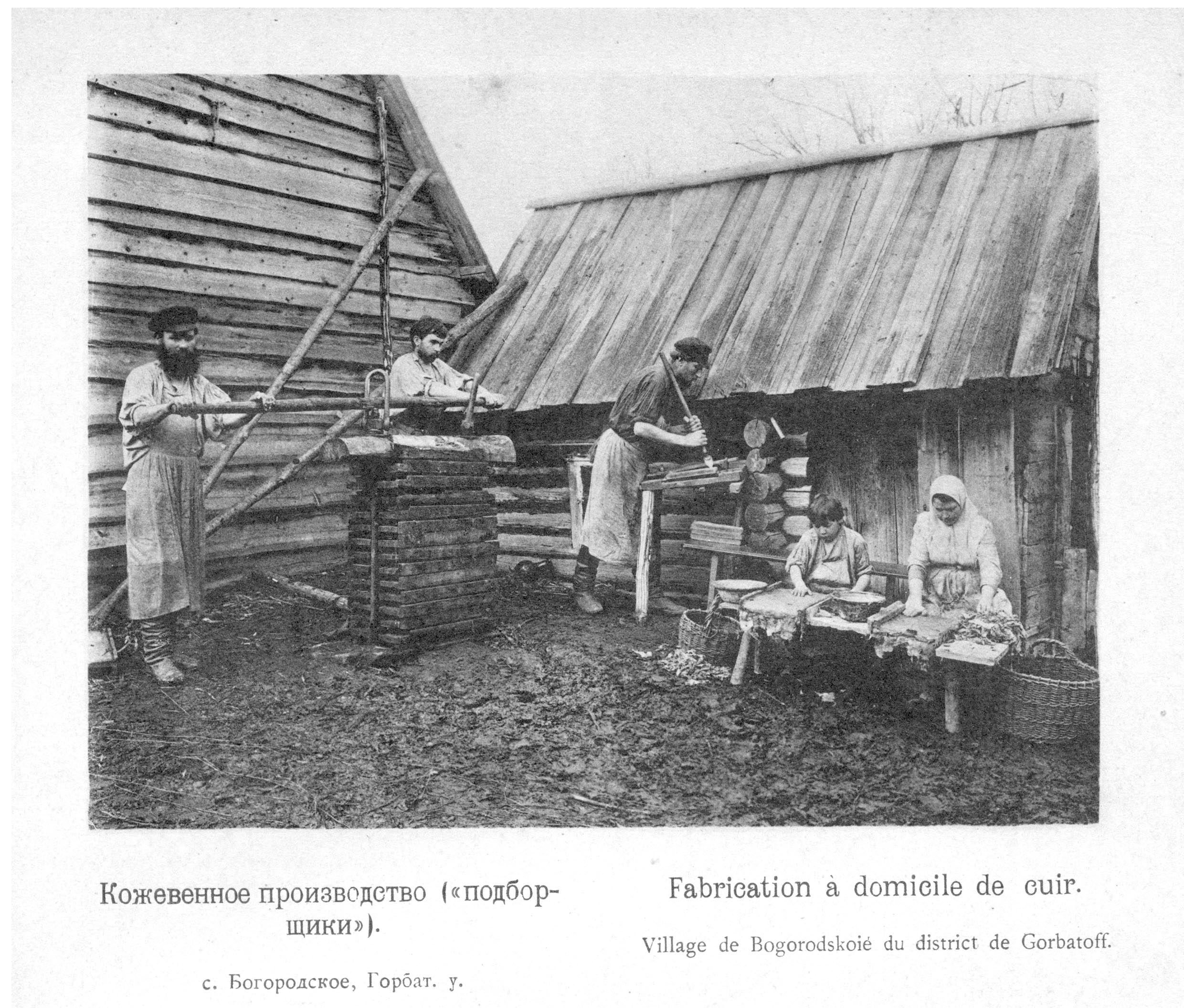
Кожевенное производство в Богородском

Дата основания села Богородского — 1576 г. Существует мнение, что село Богородское (называвшееся также Богородичным и Богородицким), основали опальные жители Великого Новгорода. Иван Грозный, разгромив этот город в 1570 году, часть его жителей казнил, а часть выслал в другие места Московского государства. Группа новгородцев до 300 человек попала в Нижегородское Березополье и обосновалась на проезжей дороге между Нижним Новгородом и Муромом, в 40 верстах от первого. Одним из доказательств такой версии считаются прежние названия улиц, по новгородскому обычаю именовавшихся концами — Гончарный конец, Удалой конец, Вадский конец и так далее. Однако такие названия в Богородском ранее XIX века неизвестны. И вообще новгородская версия основания села историческими источниками не подтверждается. Богородское как населенный пункт существовало уже в 1561 году, когда оно было описано писцом Григорием Заболотским.
Название село получило по наименованию церкви, освящённой в честь одного из праздников, связанных с почитанием Пресвятой Богородицы.
В 1614 году по жалованной грамоте царя Михаила Романова отдано вместе с девятью окрестными деревнями в вотчину думному дворянину Кузьме Минину за «московское очищение», да за «его, Козьмину, многую службу», как сказано в грамоте. После смерти в 1632 году его бездетного сына Нефёда пожалованные вотчины вернулись в государственную казну и были отданы князю Якову Куденетовичу Черкасскому, а потом Шереметевым.
Примерно в это же время Богородское приобретает славу крупного кожевенного центра. Символично, что на гербе Богородска и ныне изображены три золотые кожи — символ старинного ремесла. Именно благодаря богородским гончарам и кожевенникам село богатело, росла его известность.
24 мая 1918 года в селе произошло восстание меньшевиков: жители отобрали оружие и сожгли местный партийный комитет. В погромах приняли участие не только торговцы, но и рабочие. Восстание было жестоко подавлено.
В 1923 году село Богородское преобразовано в город Богородск. 14 сентября 1942 года Богородск получил статус города областного подчинения.
С 1941 по 1950 в городе производился ремонт танков (сначала на рембазе, переименованной в ремзавод), позднее Богородский механический завод был передан Министерству судостроительной промышленности для производства небольших судовых моторов и конвертации в них автомобильных. Во второй половине XX века Богородский машиностроительный завод был градообразующим предприятием, но в 2009—2014 обанкротился.
В числе обширной уличной сети в Богородске имеется переулок Эсперантистов, который вошёл в список объектов эсперанто в Европе. Причём в России было два города, в которых есть улицы, названные в честь эсперанто — в Казани и в Богородске. Улица в Казани в 2015 году была переименована в улицу Нурсултана Назарбаева, вследствие чего улица в Богородске осталась единственной в России, носящей имя эсперанто.

## Население
| 1897    | 1926    | 1931    | 1939    | 1959    | 1967    | 1970    | 1979    | 1989    | 1992    |
| ------- | ------- | ------- | ------- | ------- | ------- | ------- | ------- | ------- | ------- |
| 12 300  | ↗14 900 | ↗16 000 | ↗21 400 | ↗29 950 | ↗36 000 | ↗36 517 | ↗37 355 | ↗38 401 | ↘38 000 |
| 1996    | 1998    | 1999    | 2000    | 2001    | 2002    | 2003    | 2005    | 2006    | 2007    |
| ↘37 500 | ↘37 200 | ↘37 100 | ↘36 900 | ↘36 700 | ↗37 095 | ↗37 100 | ↘36 800 | ↘36 600 | ↘36 400 |
| 2008    | 2009    | 2010    | 2011    | 2012    | 2013    | 2014    | 2015    | 2016    | 2017    |
| ↘36 372 | ↘36 219 | ↘35 499 | ↘35 439 | ↘35 286 | ↘35 063 | ↘35 018 | ↘34 676 | ↘34 597 | ↘34 388 |
| 2018    | 2019    | 2020    | 2021    |         |         |         |         |         |         |
| ↘34 240 | ↘33 931 | ↘33 756 | ↗35 068 |         |         |         |         |         |         |

На 1 января 2024 года по численности населения город находился на 447-м месте из 1119 городов Российской Федерации.

### Известные уроженцы
- Солоницын, Анатолий Алексеевич (1934—1982) — советский актёр театра и кино, Заслуженный артист РСФСР.
- Поздеев, Анатолий Дмитриевич (1929—1998) — советский и российский учёный.
- Ларин, Дмитрий Вячеславович (1969) — офицер внутренних войск МВД РФ. Герой Российской Федерации.
- Желтов, Герман Вячеславович (1937—2012) — советский и российский деятель промышленности и партийный деятель. Главный инженер, директор завода «Искож» г. Йошкар-Олы Марийской АССР (1963—1981, 1994—2010). Заслуженный работник текстильной и лёгкой промышленности Российской Федерации (2003). Лауреат Государственной премии Республики Марий Эл (1999). Член КПСС.

## Экономика

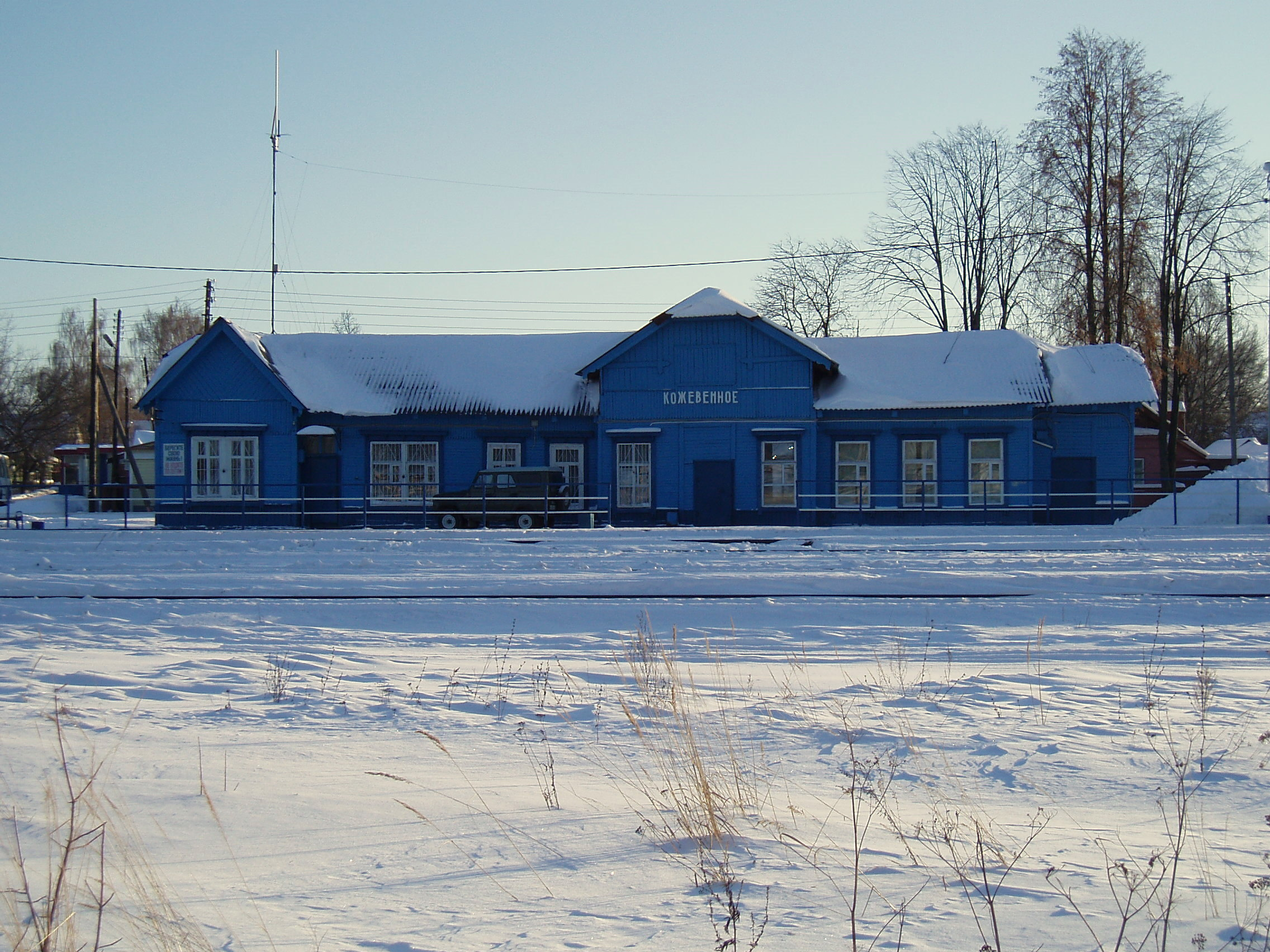
Станция Кожевенное

Богородск — один из старинных (с XVII века) центров кожевенной промышленности.
Ведущие кожевенные заводы: им. Юргенса, им. Калинина, им. Венецкого, кожевенно-галантерейная и обувная фабрики. Имеются также заводы, мебельный и швейно-галантерейный комбинат, швейная фабрика.
Важнейшим показателем успехов экономической деятельности в районе является общий объём отгруженной продукции, работ и услуг богородских предприятий. По итогам 2021 года он составил 17 млрд рублей, что на 19 % больше уровня 2020 года. А вот объём внебюджетных инвестиций в основной капитал в расчете на 1 жителя округа составил 42 907 рублей, что почти на 50 % больше уровня 2020 года.
В структуре экономики округа доминирующее место занимает промышленность — 73 %, а основной специализацией является производство кожи и изделий из неё. Так, за последние 5 лет доля кожевенного производства в общем промышленном производстве округа увеличилась на 40 процентных пунктов и составила 53 %.
Продукция богородских кожевенников востребована не только в России, она поставляется в крупнейшие страны Европы, государства СНГ, Турцию, Индию, Вьетнам, Китай и т. д..
Существенную роль в экономике Богородского округа играет малое предпринимательство. Его доля в общем объёме отгруженной продукции составляет 85 %, в общем объёме инвестиций — 76 %. В округе функционирует 2025 субъектов малого и среднего бизнеса, в том числе 57 малых предприятий.
Богородский округ входит в топ-10 муниципалитетов Нижегородской области по уровню социально-экономического развития. В течение последних пяти лет здесь отмечаются стабильно высокие показатели. Так, по итогам 2021 года округ занял 8 место среди 52 территорий области. Годом ранее он занимал 7 место, а в 2019-м — 11 строчку рейтинга.

## Культура и образование
Образование
- Медицинский колледж[32];
- Политехнический техникум[33];
- Профессиональный лицей № 71.

Телевидение
- Богородск ТВ
- ТелеОка Инфо.

Музеи
- Богородский городской исторический музей[34];
- Музей керамики.

За последние[какие?] 5 лет в Богородском округе удалось значительно снизить нагрузку на образовательные учреждения. Так, с 2017 года доля детей, учащихся во вторую и третью смену, снизилась в 3,8 раза. Таким образом, в настоящий момент[какой?] округ занимает второе место в области по уменьшению доли школьников, которые занимаются во вторую смену.
За последние[какие?] 3 года в Богородском округе выросла доступность дошкольного образования для детей в возрасте от 2 месяцев до 7 лет: по итогам 2021 года она достигла 100 % (годом ранее — 92,2 %). Этот показатель Богородску удалось удержать и в 2022 году.

## Спорт
Округ занимает четвёртое место в области по доле населения, систематически занимающегося физкультурой и спортом. За пять лет этот показатель удалось поднять с 45,57 % в 2017 году до 51,6 % в 2021 году. Таким образом Богородск является одним из шести муниципалитетов, в которых данное значение превышает 50 %.
Одним из самых спортивных районов Нижегородской области Богородск стал в том числе благодаря развитию соответствующей инфраструктуры. Так, по итогам 2021 года богородский ФОК «Победа» признан лучшим среди физкультурно-оздоровительных комплексов региона.
На северо-восточной окраине города расположен «Нижегородский областной аэроклуб им. П. И. Баранова» (бывший Автозаводский аэроклуб ДОСААФ, до 2003 года — Нижегородский авиационно-спортивный клуб «Аэроклуб» РОСТО). Проводятся учебные полеты на Як-52 и др., а также прыжки с парашютом с самолётов Ан-2, двухмоторного Ан-28, с 2018 года — с высотного Л-410.

### Городской транспорт
Городской транспорт представлен автобусами, следующими по следующим маршрутам (по состоянию на март 2025 года):
| №   | Маршрут                                          | Примечание |
| --- | ------------------------------------------------ | --- |
| 1   | Ул. Минина (SPAR) — м/р Западный (ул. Улыбышева) | через ул. Чернышевского |
| 1з  | Ул. Минина (SPAR) — м/р Западный (ул. Улыбышева) | через ул. Синякова |
| 2   | Березовка — ул. Загородная                       | Отдельные рейсы выполняются по маршруту Школа №5 — ул. Загородная                                                                                                |
| 3   | Автовокзал — пос. Центральный                    | через ул. Ленина, Урицкого |
| 5   | Ул. Туркова (ТЦ Максим) — пер. Добролюбова       | через ул. Горшиха |
| 5а  | Ул. Минина (SPAR) — м/р Западный (ул. Улыбышева) | через ул. Ленина |
| 6   | Демидово — Сысоевка                              | через ул. Горшиха |
| Т-7 | Автовокзал — пос. Центральный                    | через ул. Котельникова, Минина |
| 9т  | Автовокзал — Кудрешки                            | В обратном направлении — заезд в Убежицы и Алешково. Отдельные рейсы выполняются по маршрутам Автовокзал — Алешково, Автовокзал — Убежицы (с заездом в Алешково) |
| 10т | Ул. Центральная (д. Песочное) — ул. Толстого     | через ул. Котельникова, Минина |
| 12  | Кладбище Воскресенское — Выболово                | |
| 13  | Демидово — пос. Центральный                      | |
| 15  | Ул. Минина (SPAR) — м/р Западный (ул. Улыбышева) | через ул. Чернышевского |